# Église Saint-Martin d'Ebersheim
L'église Saint-Martin est un monument historique situé à Ebersheim, dans le département français du Bas-Rhin.

## Localisation
Ce bâtiment est situé rue de l'Église à Ebersheim.

## Historique
L'édifice fait l'objet d'une inscription au titre des monuments historiques depuis 1984.

## Architecture

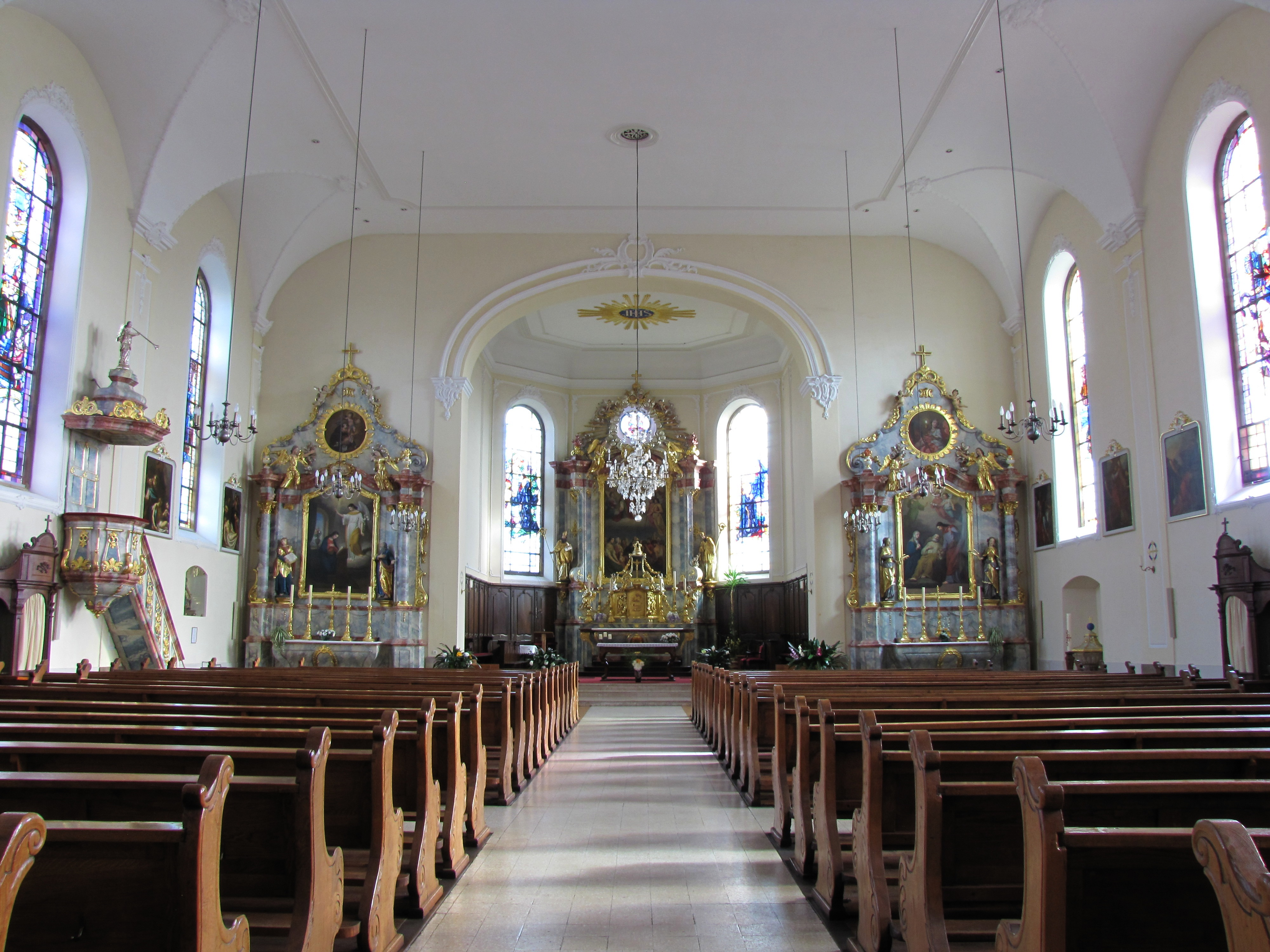
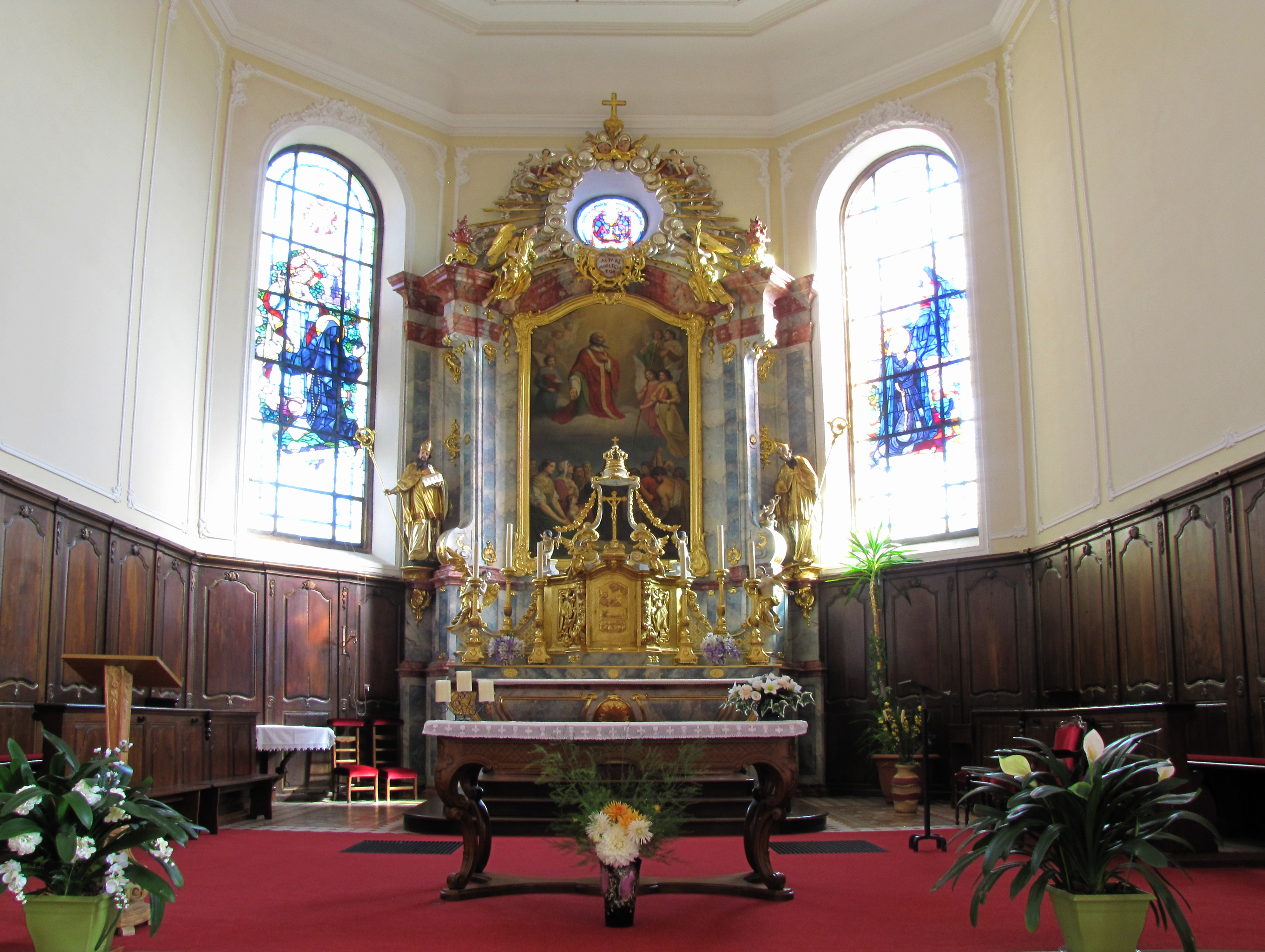
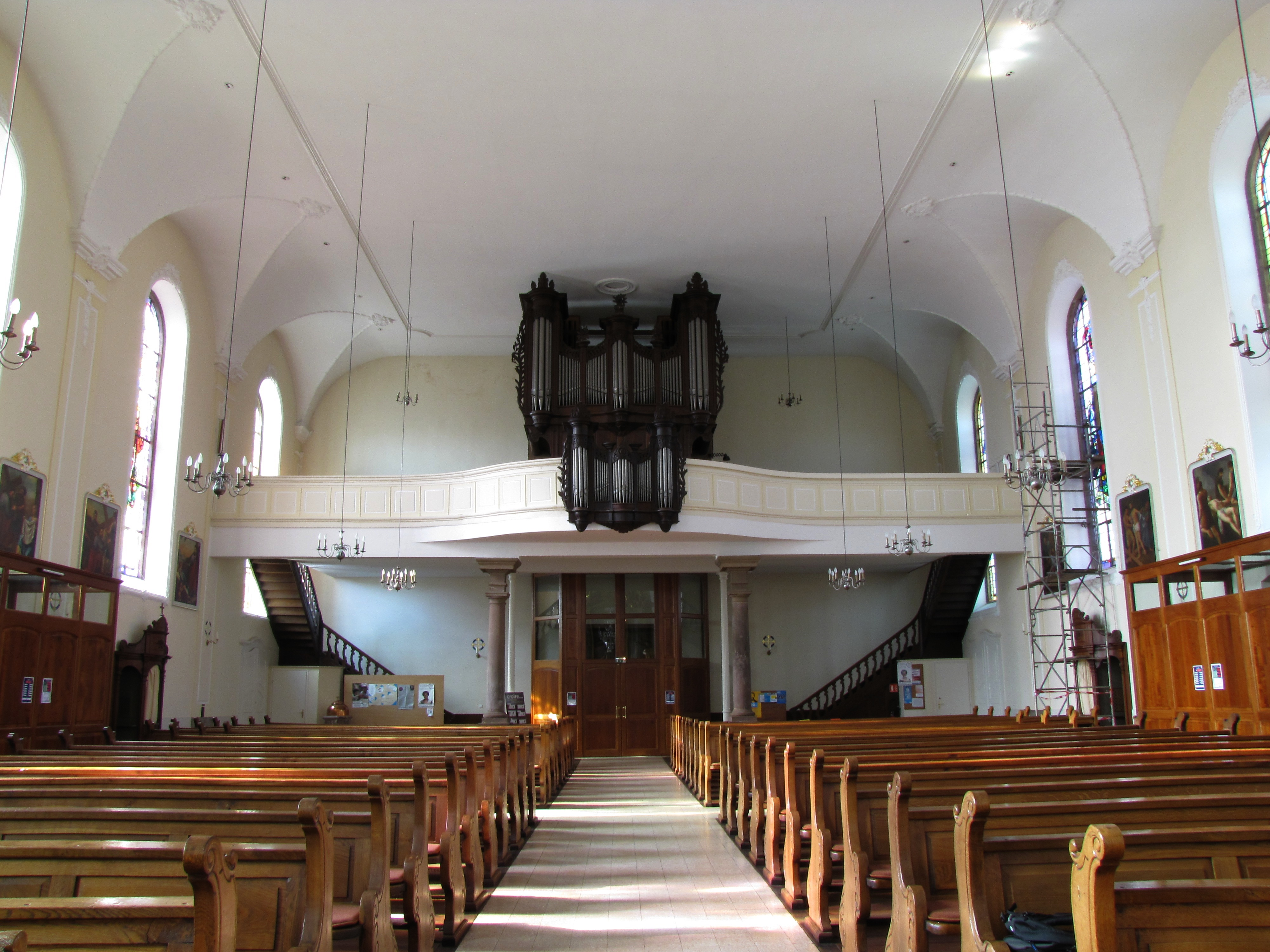
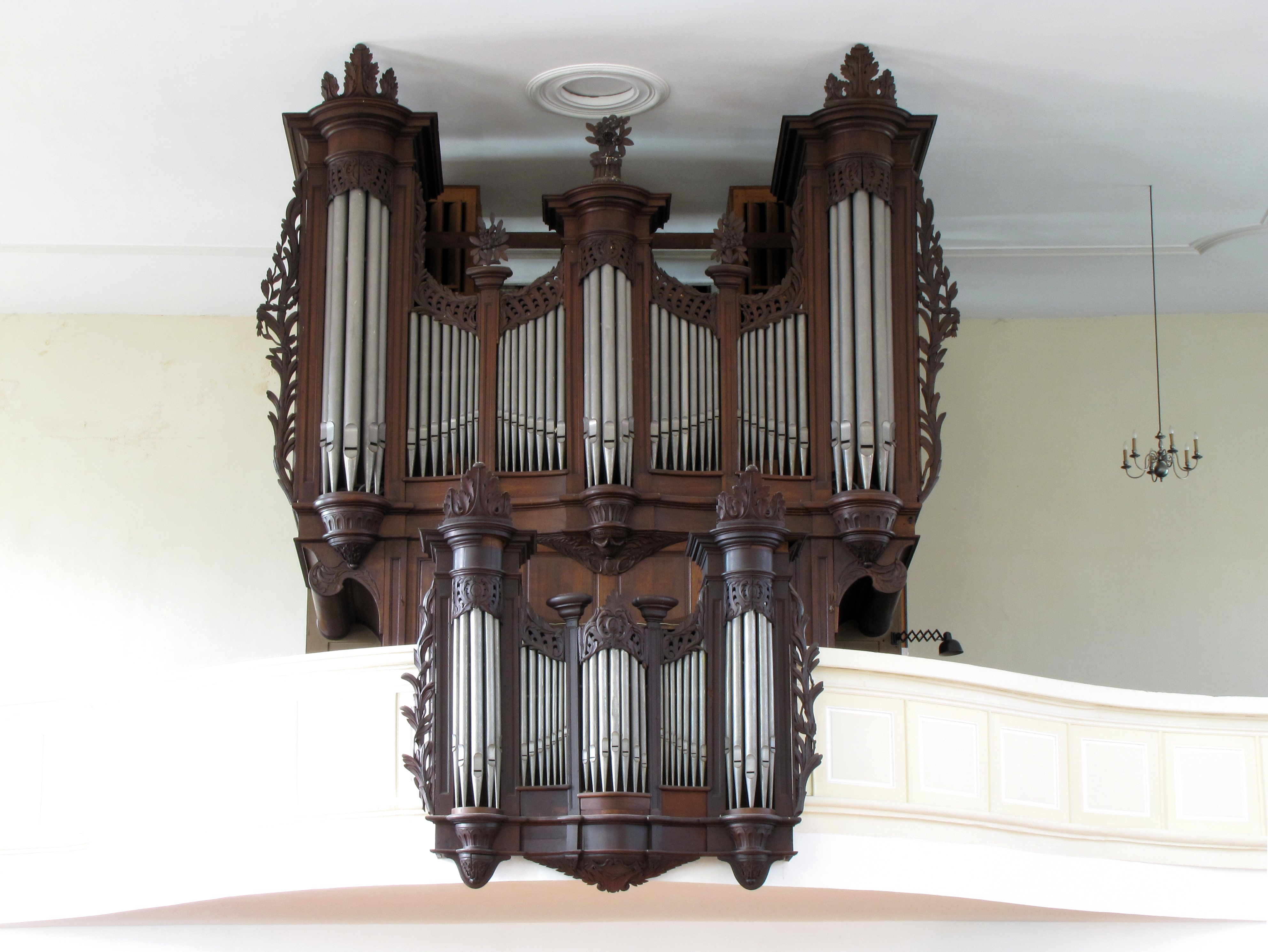
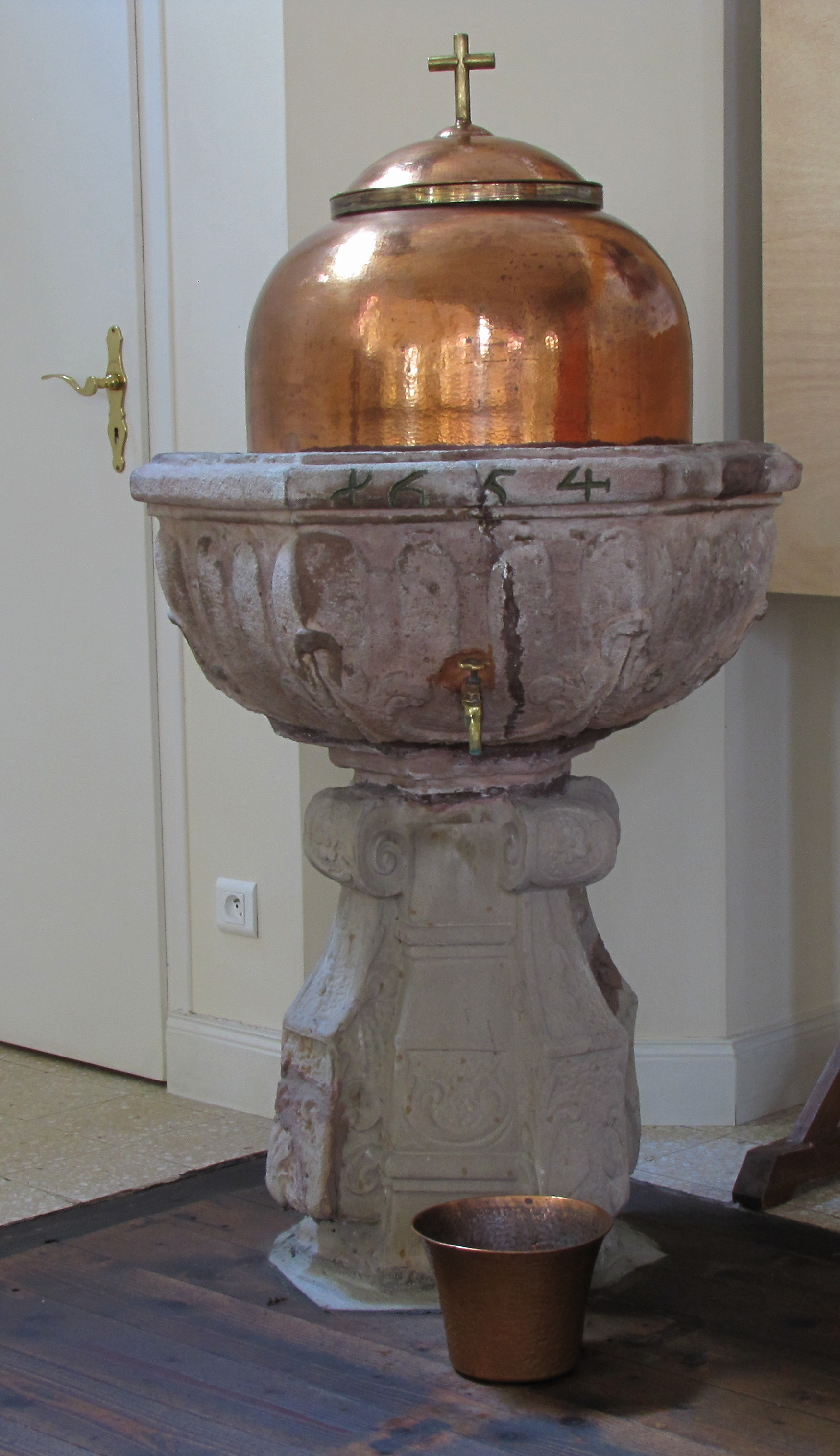
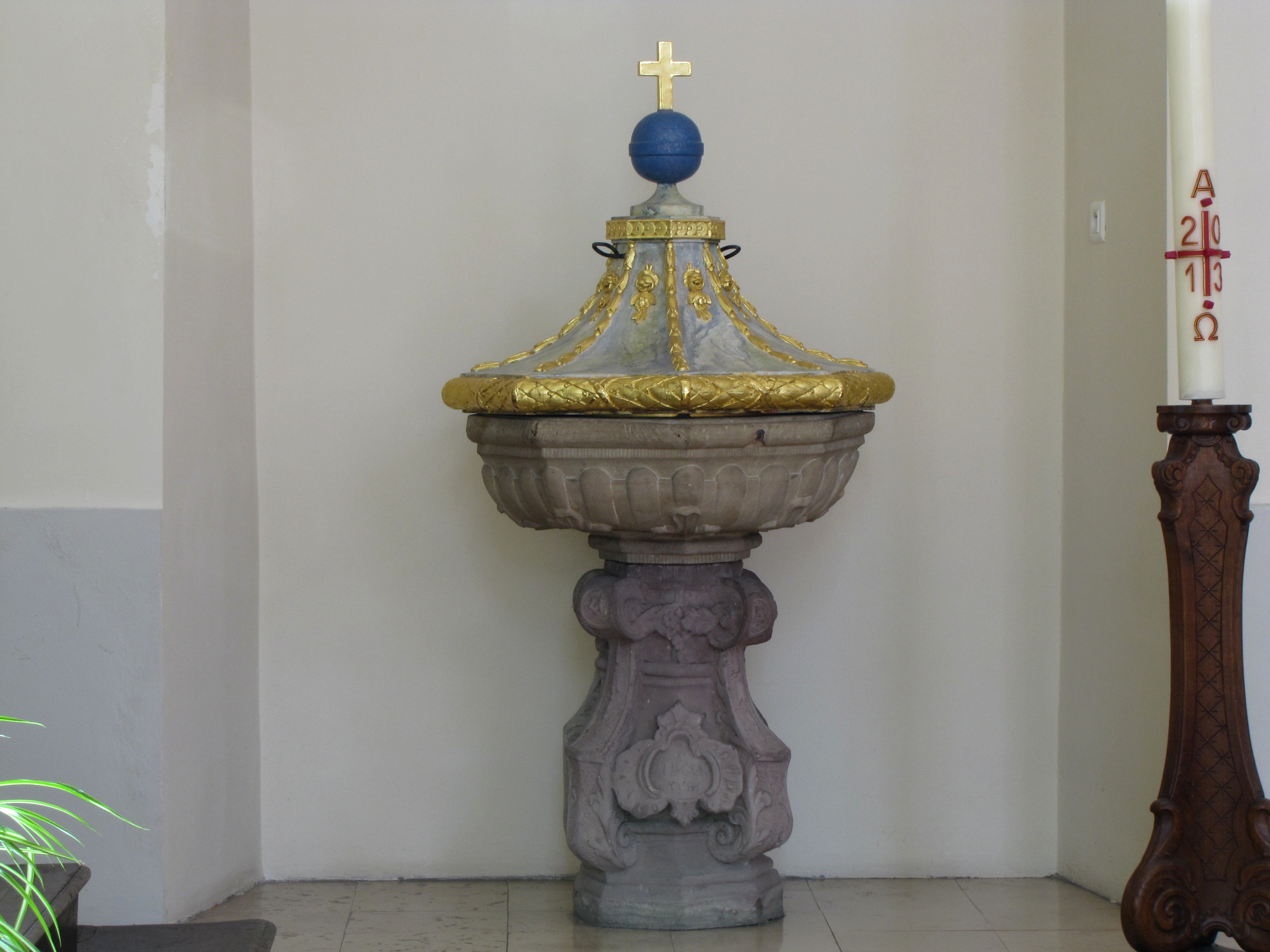